# آلخمسی
آلخمسی (به اسپانیایی: Algemesí) یک شهرستان در اسپانیا است که در Ribera Alta واقع شده‌است.

## خصوصیات
آلخمسی ۴۱٫۵ کیلومترمربع مساحت و ۲۷٬۷۷۰ نفر جمعیت دارد و ۱۷ متر بالاتر از سطح دریا واقع شده‌است.